# Ollerup (parochie)
Ollerup is een parochie van de Deense Volkskerk in de Deense gemeente Svendborg. De parochie maakt deel uit van het bisdom Funen en telt 991 kerkleden op een bevolking van 1210 (2004). 
De parochie was tot 1970 deel van Sunds Herred. In dat jaar werd de parochie opgenomen in de nieuwe gemeente Egebjerg. Deze ging in 2007 op in de vergrote gemeente Svendborg.
Ærøskøbing · Agedrup · Allerup · Allesø · Allested · Ansgar · Årslev · Årup · Asperup · Assens · Åstrup · Åsum · Aunslev · Avernakø · Bagenkop Kirkedistrikt · Bågø · Balslev · Barløse · Bederslev · Bellinge · Birkende · Bjerreby · Bogense · Bolbro · Bøstrup · Bovense · Brændekilde · Brahetrolleborg · Bregninge · Bregninge · Brenderup · Broholm · Brudager · Brylle · Dalby · Dalum · Davinde · Diernæs · Drejø · Dreslette · Drigstrup · Dyrup · Egense · Ejby · Ejlby · Ellested · Ellinge · Espe · Faaborg · Fangel · Fjelsted · Flemløse · Flødstrup · Fodslette · Føns · Fraugde · Fredens · Fredens · Frørup · Fuglsbølle · Gamborg · Gamtofte · Gelsted · Gestelev · Gislev · Glamsbjerg Kirkedistrikt · Grindløse · Gudbjerg · Gudme · Guldbjerg · Hans Tausens · Hårby · Harndrup · Hårslev · Håstrup · Heden · Hellerup · Helnæs · Herrested · Herringe · Hesselager · Hillerslev · Hjadstrup · Hjallese · Hjulby Kirkedistrikt · Højby · Holevad · Horne · Hou · Humble · Hundstrup · Husby · Indslev · Jordløse · Kærum · Kauslunde · Kerte · Kerteminde · Kirkeby · Klinte · Kølstrup · Køng · Korsløkke · Korup · Krarup · Krogsbølle · Kullerup · Kværndrup · Landet · Langå · Lindelse · Longelse · Lumby · Lunde · Lunde · Lundeborg Kirkedistrikt · Lyø · Magleby · Marslev · Marstal · Melby · Mesinge · Middelfart · Munkebjerg · Munkebo · Næsby · Næsbyhoved-Broby · Nørre Aaby · Nørre Broby · Nørre Højrup · Nørre Lyndelse · Nørre Næraa · Nørre Sandager · Nørre Søby · Norup · Nyborg · Øksendrup · Ollerup · Ørbæk · Ore · Ørslev · Ørsted · Orte · Øster Hæsinge · Øster Skerninge · Østrup · Otterup · Oure · Paarup · Padesø Kirkedistrikt · Ravnebjerg Kirkedistrikt · Refsvindinge · Revninge · Ringe · Rise · Roerslev · Røjleskov Kirkedistrikt · Rolfsted · Rønninge · Rørup · Rudkøbing · Rynkeby · Ryslinge · Særslev · Sandager · Sanderum · Sandholts Lyndelse · Sankt Hans · Sankt Jørgens · Sankt Knuds · Sankt Nikolaj · Seden · Simmerbølle · Skamby · Skårup · Skeby · Skellerup · Skovby · Skrøbelev · Skydebjerg · Snøde · Søby · Søby · Søllested · Søllinge · Sønder Broby · Sønder Højrup · Sønder Nærå · Sønderby · Søndersø · Sørup · Stenløse · Stenstrup · Stige Kirkedistrikt · Stoense · Strib-Røjleskov · Strynø · Stubberup · Svanninge · Svindinge · Taarup Kirkedistrikt · Tanderup · Thomas Kingos · Thurø · Tommerup · Tornbjerg · Tranderup · Tranekær · Tryggelev · Tullebølle · Turup · Tved · Ubberud · Udby · Uggerslev · Ulbølle · Ullerslev · Vantinge · Vedtofte · Veflinge · Vejlby · Vejle · Vejstrup · Verninge · Vester Åby · Vester Hæsinge · Vester Skerninge · Viby · Vigerslev · Vindinge · Vissenbjerg · Vollsmose · Vor Frue · Vor Frue